# 几内亚人民宮
几内亚人民宫（法語：Palais du Peuple）原称几内亚十月二日大会堂，目前是几内亚国民议会办公及开会场所，大会堂是几内亚举行重大庆典活动、群众庆典活动的重要场所。自建成以来，它也是几内亚所有重要的国家和国际会议的举办地。它是几内亚最大的建筑之一，位于卡卢姆半岛的入口处 。

## 建造
几内亚人命宫由中华人民共和国援建，1967年建成。建筑由原建设部建筑设计院（现中国建筑设计研究院）陈登鳌领导设计。
人民宫建筑面积24876平方米，占地面积9800平方米，包括一个大会堂（两层1180座）、若干休息厅（若干）、一个300人座议会厅、宴会厅、首脑会议室、部长会议室、9.28会议室、贵宾室、3公顷集会广场等。项目建成后，中国曾进行过4次维修工作。

## 照片

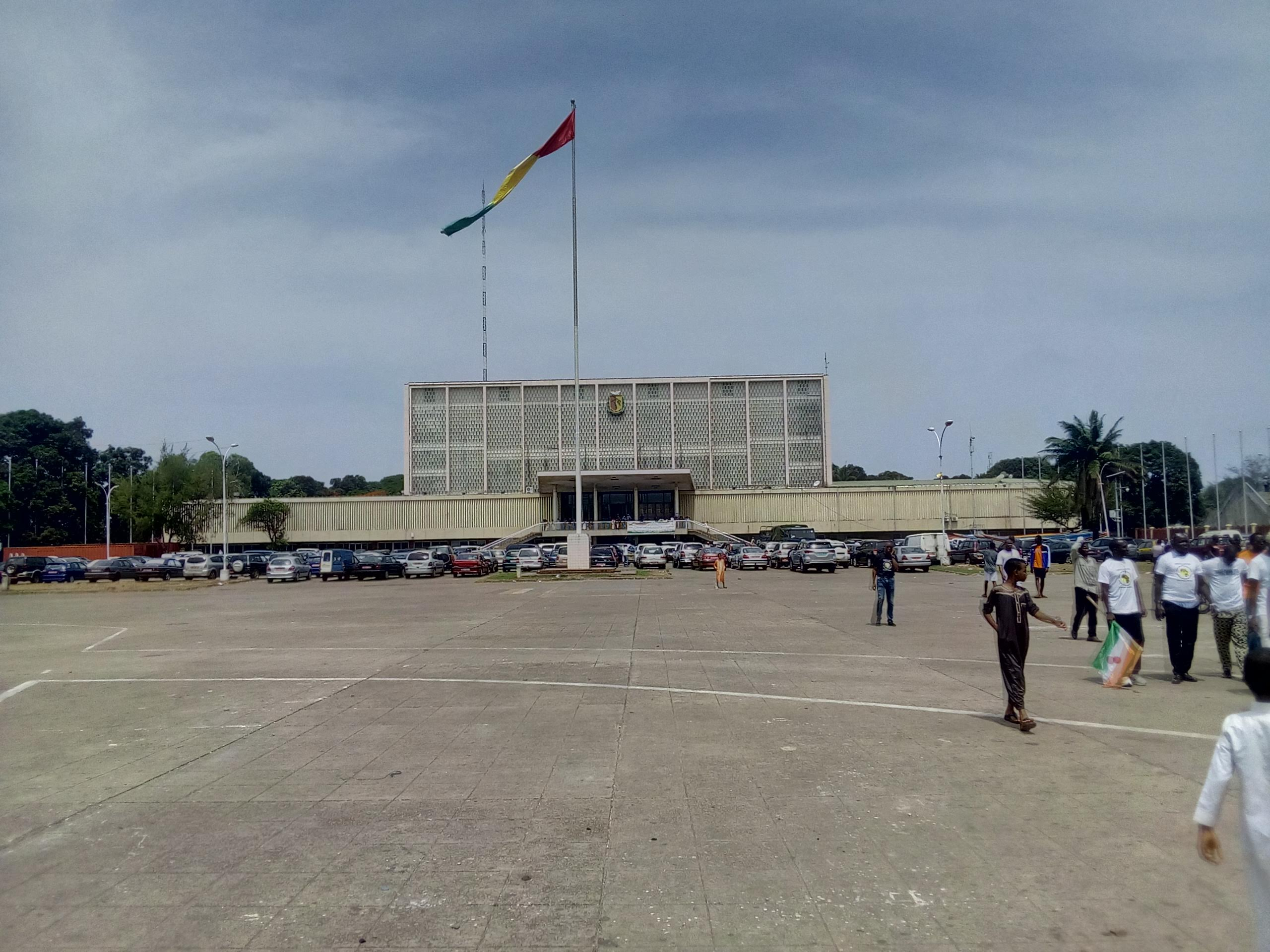
人民宫
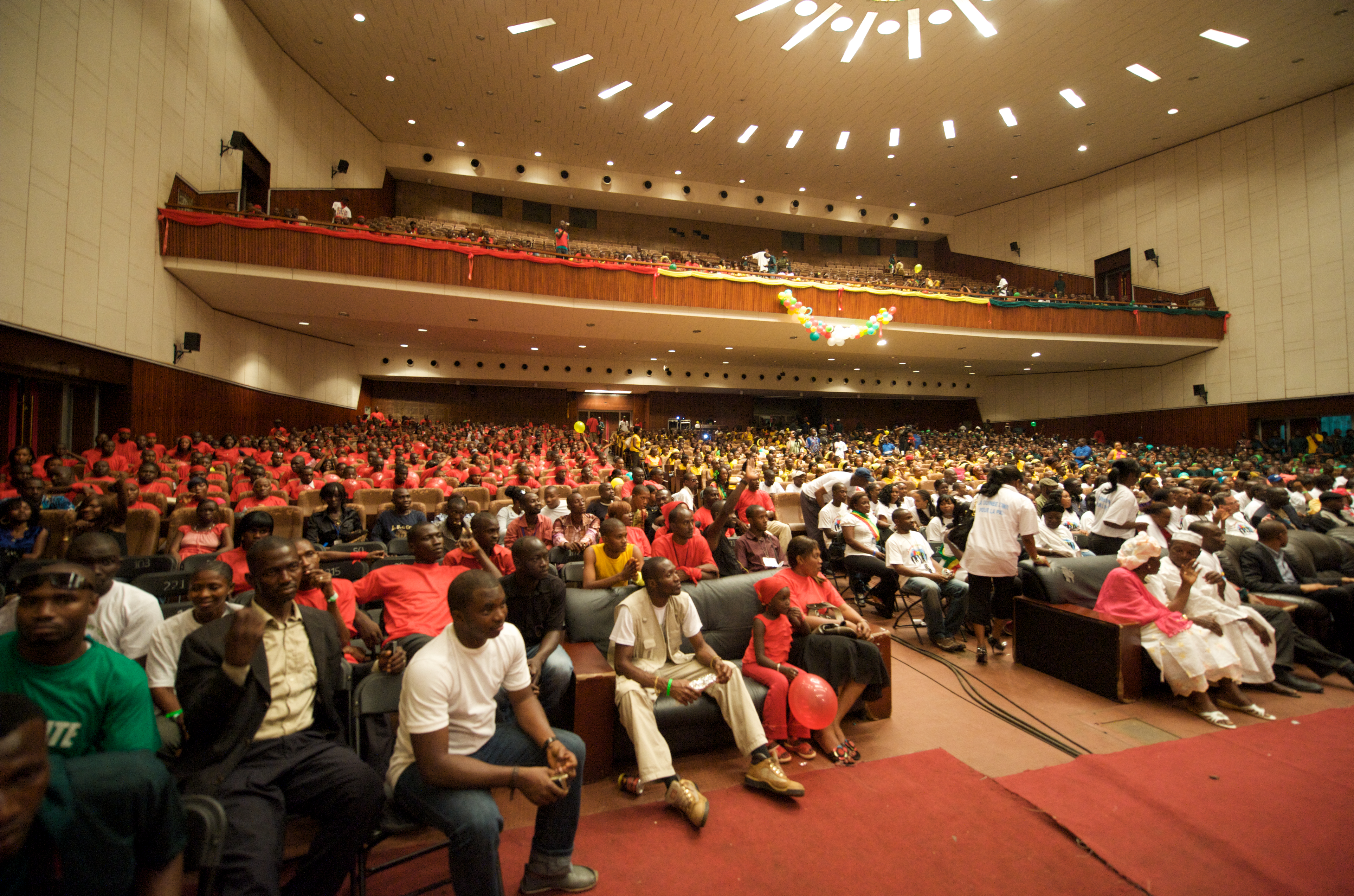
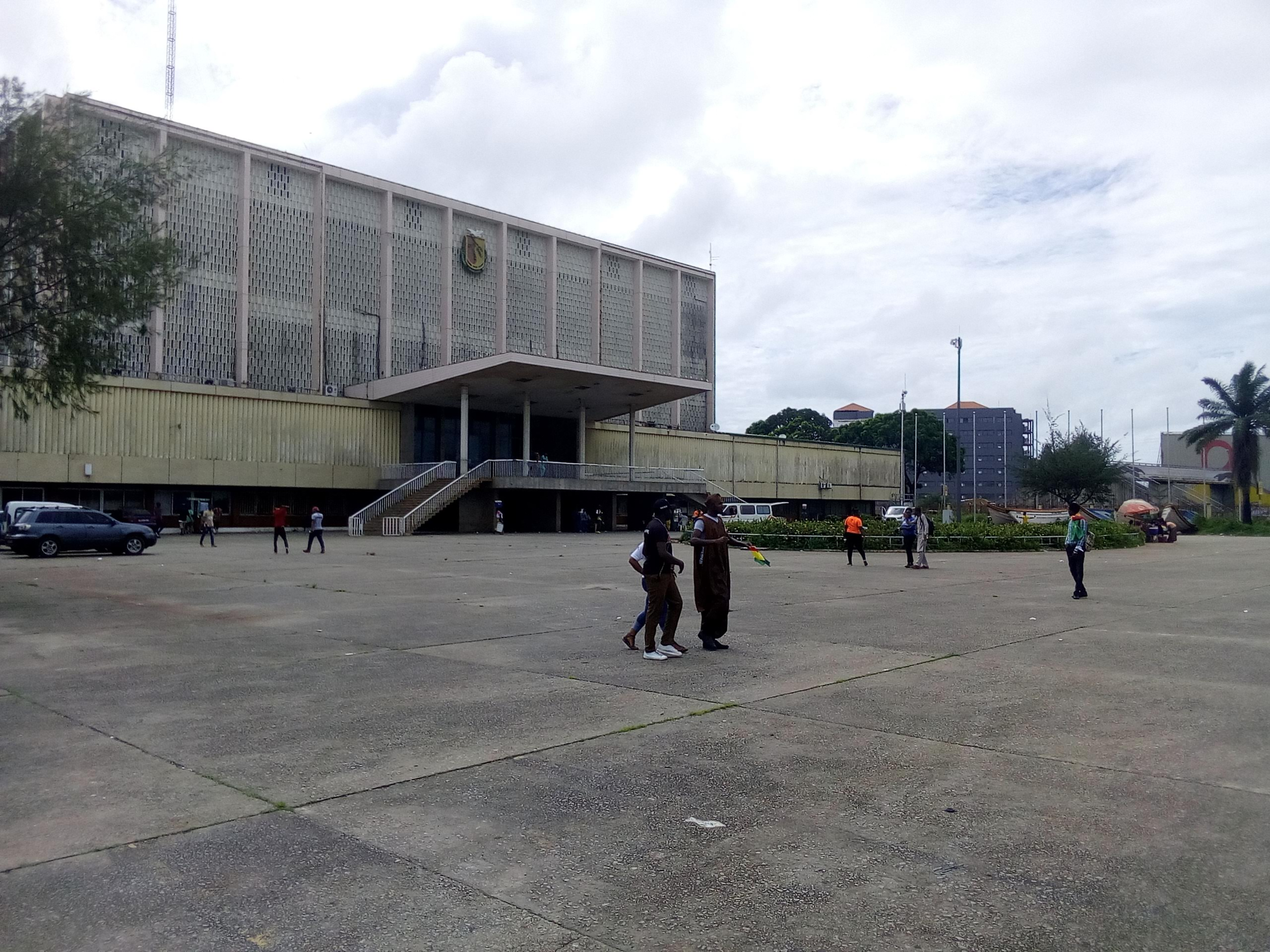
人民宫
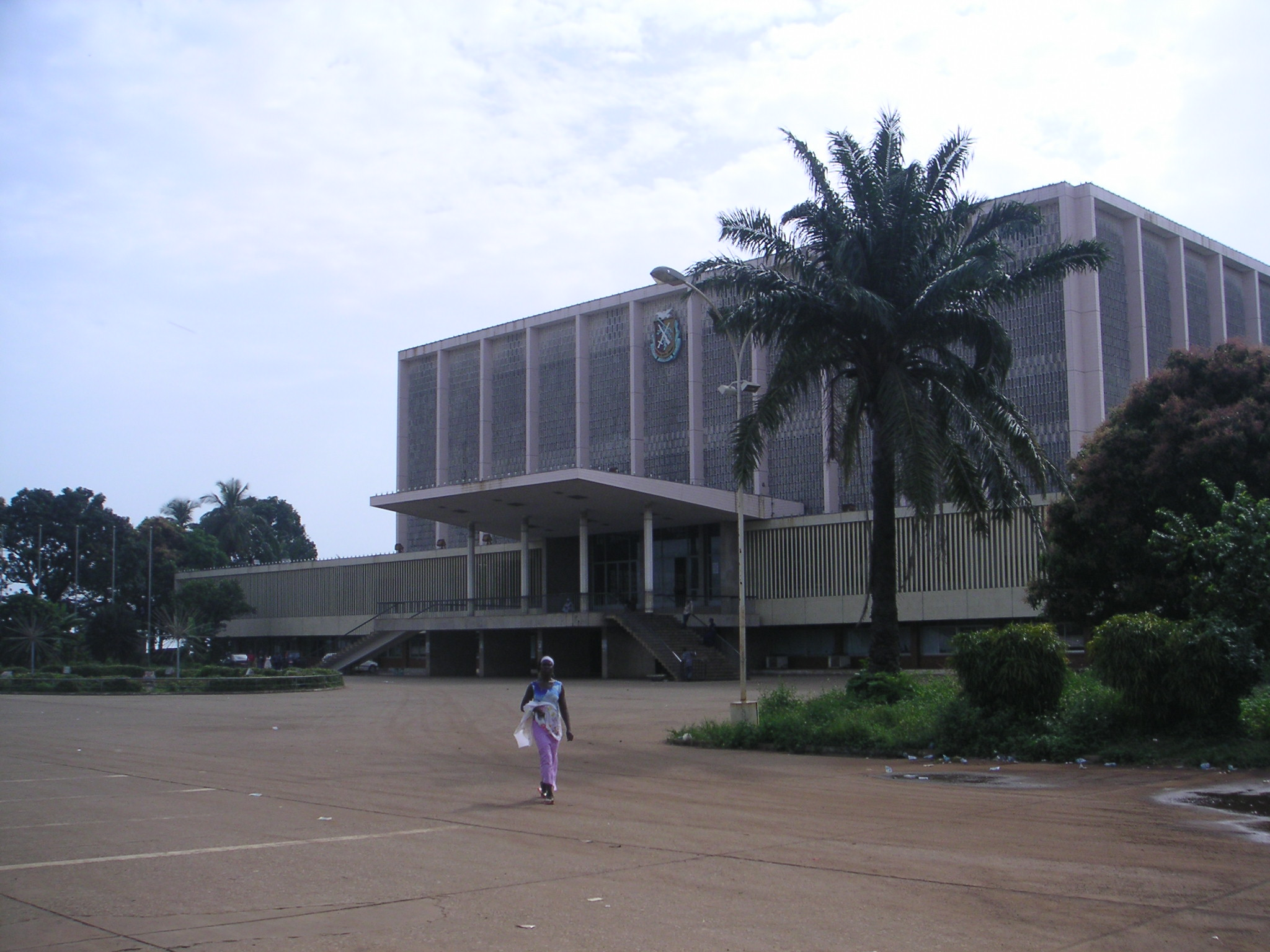
人民宫